# Ludwigia linifolia
Ludwigia linifolia är en dunörtsväxtart som beskrevs av Jean Louis Marie Poiret. Ludwigia linifolia ingår i släktet ludwigior, och familjen dunörtsväxter. Inga underarter finns listade i Catalogue of Life.